# Stawy na Tysiącleciu
Stawy na Tysiącleciu (nazywane również Stawem Maroko) – użytek ekologiczny znajdujący się w Katowicach pomiędzy rzeką Rawą i dzielnicą Załęże a osiedlem Tysiąclecia.

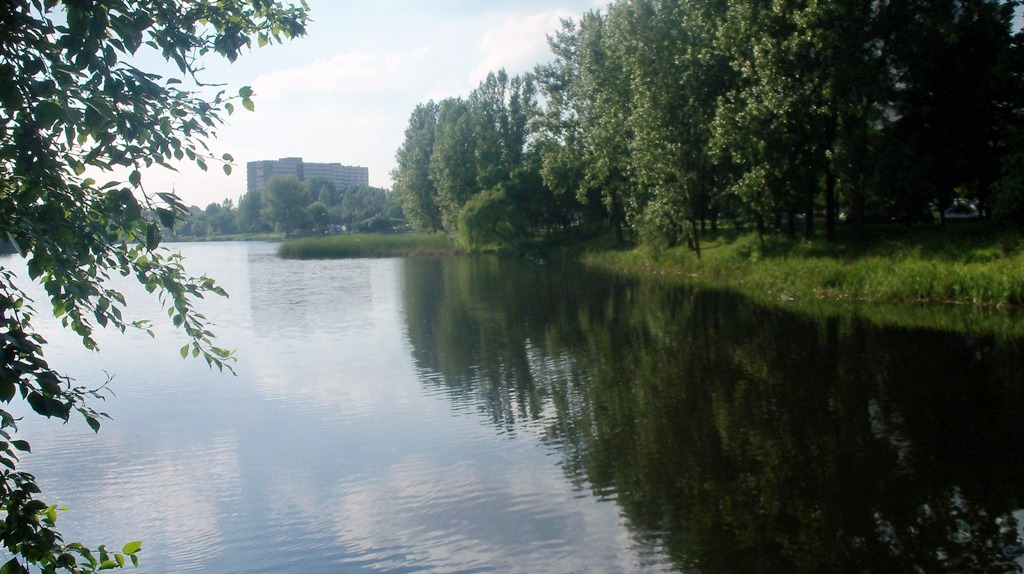
Stawy na Tysiącleciu

Nazwa stawu pochodzi od „Maroka”, potocznej nazwy historycznej dzielnicy Katowic − Bederowca, znajdującego się w okolicy. Staw Maroko przez długi okres był Ośrodkiem Wodno-Rekreacyjnym Kleofas i funkcjonował pod taką nazwą aż do likwidacji kopalni Kleofas. Ośrodek składa się z dwóch zbiorników, jednego większego i drugiego mniejszego oraz terenów przyległych (w tym trzcinowiska). Łączna powierzchnia użytku ekologicznego wynosi około 16 ha (powierzchnia stawu ponad 8 ha). Staw Maroko stanowi ostoję dla wielu gatunków zwierząt, zwłaszcza płazów jak np. kumak nizinny, traszki zwyczajne czy żaby jeziorkowe. Żyją tu także zaskrońce. W trzcinowisku mieszkają min. piżmaki, kokoszki wodne, łyski, kaczki krzyżówki.
Nad stawem zlokalizowana jest Harcerska Stanica Wodna "Maroko" oraz działająca tam od 1982 roku 32 Harcerska Drużyna Wodna im. hm. Pawła Krawczyka w Katowicach.
W maju 2025 trasa rowerowa po północnej stronie stawu została nazwana „Trasą Kazimierza Mirkowskiego”.